# Danh sách bài hát và nhạc hiệu của Giải vô địch bóng đá châu Âu
Các bài hát và bài nhạc hiệu của Giải vô địch bóng đá châu Âu là những ca khúc và bài hát được sử dụng chính thức làm khởi động cho sự kiện này, cùng với lời nhắc ý nghĩa về các sự kiện cũng như các chiến dịch quảng cáo cho Giải vô địch châu Âu, đem đến cho các ca sĩ nổi tiếng trên thế giới.
Các bài hát được lựa chọn thường có đa ngôn ngữ sử dụng tiếng Anh, ngôn ngữ chính thức của quốc gia tổ chức cũng như các ngôn ngữ khác trên thế giới, đáng chú ý nhất là tiếng Tây Ban Nha. Các phiên bản chính thức cũng có kết quả trong phiên bản cover bằng nhiều ngôn ngữ khác bởi các nghệ sĩ gốc hoặc bởi các nghệ sĩ địa phương.

## Danh sách bài hát
| Năm  | Quốc gia         | Tựa đề                   | Ngôn ngữ  | Người biểu diễn                | Tác giả và nhà sản xuất |
| ---- | ---------------- | ------------------------ | --------- | ------------------------------ | --- |
| 1992 | Thụy Điển        | "More Than a Game"       | tiếng Anh | Towe Jaarnek & Peter Jöback    | Peter Jöback và Lasse Holm |
| 1996 | Anh              | "We're in This Together" | tiếng Anh | Simply Red                     | |
| 2000 | Hà Lan · Bỉ      | "Campione 2000"          | tiếng Anh | E-Type                         | E-Type, Rick Blaskey, Kent Brainerd                                                                                                 |
| 2004 | Bồ Đào Nha       | "Força"                  | tiếng Anh | Nelly Furtado                  | Nelly Furtado, Gerald Eaton, Brian West                                                                                             |
| 2008 | Áo · Thụy Sĩ     | "Can You Hear Me"        | tiếng Anh | Enrique Iglesias               | Enrique Iglesias, Steve Morales, Frankie Storm Big Ben Diehl, Carlos Paucar                                                         |
| 2012 | Ba Lan · Ukraina | "Endless Summer"         | tiếng Anh | Oceana                         | Oceana Mahlmann, Marc F. Jackson Andreas Litterscheid, Blair Mackichan, Hugo Oscar Reinhard Raith, Mense Reents, Jakobus Siebels    |
| 2016 | Pháp             | "This One's for You"     | tiếng Anh | David Guetta & Zara Larsson    | David Guetta, Giorgio Tuinfort, Afrojack, Ester Dean                                                                                |
| 2020 | Châu Âu          | "We Are the People"      | tiếng Anh | Martin Garrix, Bono & The Edge | Martin Garrix, Albin Nedler, Kristoffer Fogelmark, Bono, The Edge, Giorgio Tuinfort, Simon Edmund Carmody                           |
| 2024 | Đức              | "Fire"                   | tiếng Anh | Meduza, OneRepublic & Leony    | Mattia Vitale, Simon de Jano, Luca De Gregorio, Ryan Tedder, Kim Petras, Leony, Brent Kutzle, Josh Varnadore, VitaliZe & Tyler Spry |

## Album chính thức
- 1996 – The Beautiful Game
- 2000 – Euro 2000: The Official Album
- 2004 – Vive O 2004!